# ريتشارد توماس (ضابط)
ريتشارد توماس (بالإنجليزية: Richard Thomas)‏ هو ضابط أمريكي، ولد في 27 أكتوبر 1833، وتوفي في 17 مارس 1875.